# Jean-Baptiste Bidault de Frétigné
Jean-Baptiste Bidault de Frétigné est un homme politique français né le 22 mars 1791 à Laval (Mayenne) et décédé le 27 février 1851 à Laval.

## Biographie
Jean-Baptiste Bidault de Frétigné est issu de la branche des Bidault des Landes. Il est le fils « du légitime mariage du sieur Jean Baptiste Bidault de Frétigné négociant et de dame Félicité Victoire Queruau Desprès ». Il est Magistrat, président du tribunal civil de Laval.

### Carrière politique
Les démissions de plusieurs députés légitimistes, et, parmi eux, de Arsène Avril de Pignerolles et Michel du Mans de Bourglevesque, députés de la Mayenne, ayant déterminé, dans la Chambre des députés de 1830, un certain nombre de vacances, des élections complémentaires eurent lieu aux élections législatives de 1830, et Bidault de Fretigné, candidat du gouvernement, fut élu par le collège de département de la Mayenne. Il est nommé par ordonnance du gouvernement de la Monarchie de Juillet le 7 janvier 1831, membre du Conseil général de la Mayenne
Réélu député libéral en 1831 aux Élections législatives de 1831 par le 2e collège (Laval). Il demanda avec ses collègues du gouvernement des mesures de rigueur contre le département à la suite de la Chouannerie de 1832. Il intervint sur ce sujet avec violence dans les débats qui précédèrent la condamnation à mort par contumace de MM. Camille de Farcy, Arsène Avril de Pignerolles, Rousseau de Monfrand, Guays des Touches.
Il est réélu député aux Élections législatives de 1834, et enfin aux Élections législatives de 1837, il s'associa à tous les votes des partisans du juste milieu, membres de la majorité conservatrice, et se montra notamment un soutien fidèle du Gouvernement Louis Mathieu Molé.
M. Gasté le remplace comme président du tribunal en 1851.

## Sources
- « Jean-Baptiste Bidault de Frétigné », dans Adolphe Robert et Gaston Cougny, Dictionnaire des parlementaires français, Edgar Bourloton, 1889-1891 [détail de l’édition]
- « Jean-Baptiste Bidault de Frétigné », dans Alphonse-Victor Angot et Ferdinand Gaugain, Dictionnaire historique, topographique et biographique de la Mayenne, Laval, A. Goupil, 1900-1910 [détail des éditions] (BNF 34106789, présentation en ligne), t. IV